# Transduktor
Transduktor je uređaj koji konvertuje jedan tip energije u drugi. Konverzija može da bude u / iz električne, elektro-mehaničke, elektromagnetizam, fotonske, fotovoltne, ili nekog drugog oblika energije. Dok termin transduktor obično podrazumeva upotrebu sa značenjem senzor/detektor, svaki uređaj koji konvertuje energiju se može smatrati transduktorom.

## Tipovi
Transduktori se mogu kategorisati po tipu primene u: senzor, pokretač, ili njihovu kombinaciju.
Senzor se koristi za detektovanje parametra u jednoj formi i izveštavanje o njoj u drugog formi energije (obično kao električni i / ili digitalni signal). Na primer, senzor pritiska može da detektuje pritisak (mehanički oblik energije) i konvertuje je u elektricitet za prikazivanje na udaljenom instrumentu.

## Spoljašnje veze
- Transduktor Архивирано на веб-сајту  (28. јануар 2011)
- SAD federalni standard 1037C